# Рашид-ад-Дін Фазлуллах
Рашид ад-Дін Фазлуллах ібн Абу-ль-Хайр Алі Хамадані (араб. رشيد الدولة فضل الله بن أبي الخير بن علي الهمذاني, бл. 1247, Хамадан — 18 липня 1318, Тебриз) — іранський державний діяч, лікар, історик; візир держави ільханів (1298—1317). Поступив на державну службу в період правління Абака-хана (1265—1282). При ільхані Газані (1295—1304) вийшов на провідні ролі, стал візиром та здійснив важливі економічні реформи. При хані Олджейту (1304—1316) фактично був першою особою в управлінні державою. На початку правління Абу Саїда (1316—1335) через інтриги політичних противників втратив владу, а потім за неправдивим обвинуваченням страчений.
Народився в Гамадані в єврейській сім'ї. Батько був торговцем прянощів та парфумів. Спочатку був лікарем та істориком. У віці 30 років перейшов у іслам, таким чином уник переслідування та погрому 1291 року. Навернення Ільхана Газана, правнука Хулагу-хана, 1295 року до ісламу напевно відбулося під його впливом. Махмуд Газан зробив його своїм фінансовим радником, потім візиром, та дав йому землі у Закавказзі й Малій Азії. Завдяки меценатству Рашид ад-Діна Тебриз перетворився в центр мистецтва і науки.

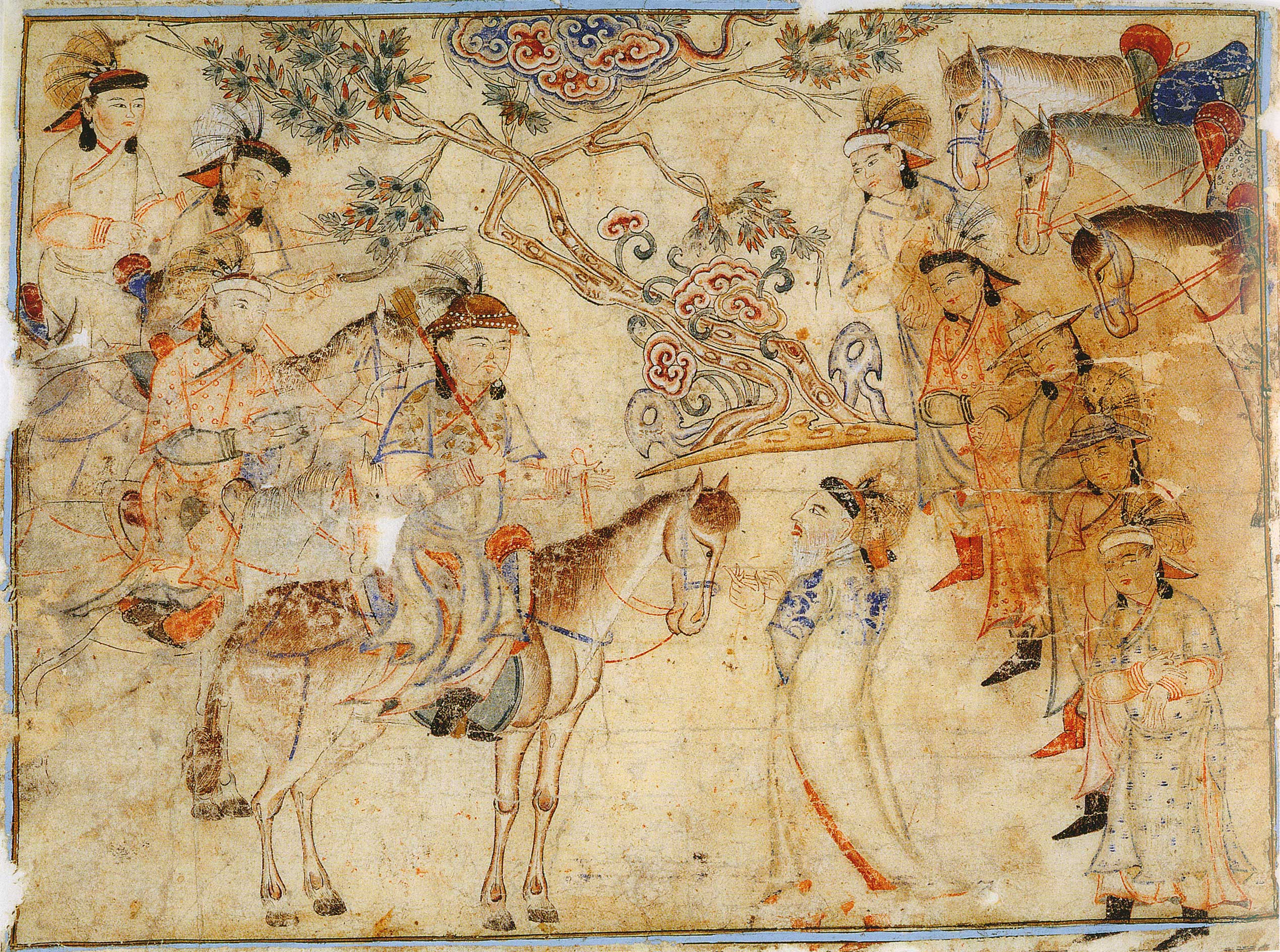
Торгівля. Ілюстрація з рукопису Джамі' ат-таваріх, XIV століття

Одним з найбільших його творів є Джамі ат-таваріх (збірник літописів, нім. Universalgeschichte, англ. Compendium of Chronicles), який він написав за завданням Ільхана Газана. На жаль, твір збергіся лише фрагментарно.
Його книга «П'ять генеалогій» (про арабів, євреїв, монголів, франків і китайців) зберігається у збірці манускриптів у Стамбулі і ще не опублікована.